# توریلد اولسون
توریلد اولسون (انگلیسی: Thorild Olsson؛ ۲۶ نوامبر ۱۸۸۶ – ۲۰ مارس ۱۹۳۴ (aged 48)) ورزشکار دو و میدانی اهل سوئد بود.